# 伊朗伊斯兰共和国宪法
《伊朗伊斯兰共和国宪法》通稱《伊朗憲法》，是1979年12月2日至3日經公民投票通过的憲法， 同時1906年通過的《1906年波斯憲法》失效。1989年7月28日，1989年伊朗憲法公民投票後伊朗當局對憲法進行修訂。伊朗伊斯兰共和国宪法既有伊斯蘭神權色彩的一面，也有民主的一面。例如該憲法第一条和第二条規定安拉具有統治和立法大權，而第六条又规定总统和议会由民众选举产生。 但是憲法也規定宪法监护委员会擁有法律最終解釋權，伊朗最高领袖擁有最高權力。该宪法的制定原则基于伊斯兰教，包括法基赫的监护和沙里亚法。